# Человек на Луне (парейдолия)
Во многих культурах присутствует такое явление, при котором люди, рассматривающие Луну во время полнолуния, видят на её диске человеческое лицо, голову или тело. Это является парейдолической иллюзией, вызванной комбинацией тёмных областей на поверхности спутника Земли (лунные моря) и светлых (высокогорья).

## В культурах и мифологиях
Истоки мифа «Человек на Луне» уходят корнями глубоко в историю.

### Европа
Старинная европейская байка гласит, что этот человек был сослан на Луну за какое-то преступление.
В некоторых германских культурах считалось, что он был дровосеком, которого застали за работой в субботу.
Одна средневековая христианская легенда утверждает, что он — Каин, Странник, навечно обречённый кружить вокруг Земли. «Ад» Данте намекает на это:
Но нам пора; коснулся рубежа

Двух полусфер и за Севильей в волны

Нисходит Каин, хворост свой держа,

А месяц был уж прошлой ночью полный...
А затем о том же он говорит в «Раю»:
Но что, скажите, означают пятна

На этом теле, вид которых нам

О Каине дает твердить превратно?
В прологе пьесы «Эндимион, Человек на Луне» (ок. 1588) Джона Лили говорится: «Нет никого под солнцем, кто знал бы, что делать с человеком на луне» (There liveth none under the sunne, that knows what to make of the man in the moone).
Существует традиционное европейское поверье, что Человек на Луне любил пить, особенно кларет. Из старинной баллады (оригинальное написание):
Our man in the moon drinks clarret,

With powder-beef, turnep, and carret.

If he doth so, why should not you

Drink until the sky looks blew?
В английском средневековье и ренессансе Луна считалась покровительницей пьяниц, и по меньшей мере три лондонские таверны носили название «Человек на Луне». Это словосочетание взято из старинного английского детского стишка:
The man in the moon came tumbling down

And asked his way to Norwich;

He went by the south and burnt his mouth

With supping cold pease porridge.

### Другие регионы мира
Еврейские предания (а они предшествовали христианским) утверждают, что это — человек, пойманный за сбором хвороста в субботу и потому приговорённый Богом к смерти через побивание камнями (Книга Чисел XV.32-36). Существует также старинная еврейская легенда, согласно которой на Луне выгравировано изображение Иакова.
В скандинавской мифологии Мани (переводится как просто Луна) — мужское олицетворение Луны, которое пересекает небо в карете, запряжённой лошадьми, преследуемый Великим Волком Хати.
В китайской мифологии богиня Чанъэ оказалась заброшенной на Луну после того, как по глупости выпила двойную дозу зелья бессмертия. В некоторых версиях мифа её сопровождает Ю Ту, Лунный заяц. Другой китайский миф рассказывает об У Гане, человеке на Луне, который пытается срубить лес османтусов, но он всегда вырастает заново.
В мифологии хайда говорится, что это — мальчик, собирающий хворост. Отец сказал ему, что лунный свет освещает ночь, и поэтому он может завершить работу по дому. Не желая собирать хворост, мальчик высмеял Луну и её свет. В наказание за неуважение он оказался на Луне, и теперь вечно собирает на ней хворост.
В японской мифологии говорится, что на Луне живёт племя человекоподобных духовных существ. Это подробно рассматривается в «Сказании о резчике бамбука».
Во вьетнамской мифологии Человека на Луне зовут Куи. Он был дровосеком, у которого был волшебный баньян. Однажды, когда его жена по неведению полила дерево нечистой водой, оно выкорчевало себя, чтобы улететь, и тогда Куи схватил его за корни и был унесён на Луну. Там он стал вечным компаньоном Лунной Дамы и Нефритового Кролика. Эта троица стало олицетворением Праздника середины осени, когда они спускаются в мир смертных и раздают бумажные фонарики, лунные пряники и подарки детям.
В мифологии ацтеков, после того, как скромный бог Нанауацин прыгнул в жертвенный огонь, чтобы стать богом солнца Тонатиу, гордый, тщеславный, богатый, но нерешительный бог Тексистекатль последовал за ним в огонь, став вторым солнцем. Однако боги были так разгневаны трусостью Тексистекатля, что бросили ему в лицо кролика, приглушив его свет и оставив отпечаток кролика на поверхности Луны.

## Примеры иллюзии и её распространённость в мире
В некоторых традициях люди видят на лунном диске фигуру мужчины, несущего на спине большую ношу, иногда он в сопровождении маленькой собачки. В других культурах, от Японии до Мексики, от Индонезии до Британских островов, «принято видеть» зайца (кролика). Также, при желании, «можно разглядеть» жука, краба, осла, Мадонну с младенцем.
В Северном полушарии распространённое в Западном мире восприятие человеческого лица на Луне таково: глаза — Море Дождей и Море Ясности, нос — Залив Зноя, а открытый рот — Море Облаков и Море Познанное. Такое «лицо» также можно увидеть в тропических регионах по обе стороны от экватора. Далее к югу, в связи с ориентацией видимой стороны Луны относительно земного наблюдателя, это «лицо» распознаётся всё хуже — и в конечном счёте не наблюдается вовсе — по мере приближения к Южному полюсу.
Традиционные изображения «Человека на Луне», встречающиеся в западном искусстве, часто изображают очень простое лицо в полнолуние или человеческий профиль в полумесяце (первая четверть и последняя четверть), не соответствующий никаким фактическим ландшафтным элементам Луны. Например, человек с отвёрнутым от земного наблюдателя лицом, с короной Иисуса (светлое кольцо вокруг Моря Дождей). Другой распространённый образ — голова Смерти в капюшоне, смотрящая вниз на Землю, с «капюшоном» из чёрного лавового камня вокруг белой кости черепа, а также образующей глазницы.
«Человек на Луне» также может относиться к мифологическому персонажу, который, как говорят некоторые сказания, живёт на Луне или в её недрах (не проявляя своего изображения на лунном диске). Например, Лунный старец из китайского фольклора; или Айкен Драм из шотландского.
«Человек на Луне» Фрэнсиса Годвина, опубликованный в 1638 году, является одним из самых ранних романов, который, как считается, содержит несколько черт, характерных для научной фантастики.
- Традиционные изображения «Человека на Луне», встречающиеся в западном искусстве, часто изображают очень простое лицо в полнолуние…
- …или человеческий профиль в полумесяце, не соответствующий никаким фактическим ландшафтным элементам Луны. На илл. — герб города Грабов (Германия)

## Научный комментарий
«Человек на Луне» состоит из различных элементов лунного ландшафта (из каких именно — зависит от парейдолического восприятия конкретного человека или культуры). Эти обширные тёмные пятна называются «морями», потому что долгое время астрономы считали их большими водоёмами. На самом деле это участки, образованные лавой, которая покрыла старые кратеры, а затем остыла, превратившись в гладкую базальтовую породу.
Видимая сторона Луны, содержащая элементы, из которых состоит «человек», всегда обращена к Земле; это происходит из-за синхронной орбиты Земли и её спутника.
- 1. Море Дождей
2. Море Спокойствия
3. Море Паров
4. Море Островов
5. Море Познанное
6. Море Облаков
- Рисунок (ок. 1552) Генриха Фогтхерра-младшего
- Рисунок (до 1934) Оскара Херрфурта
- Рисунок с выставки el Paral·lel (Барселона, 2012)